# Valea Mare-Pravăț
Valea Mare-Pravăţ é uma comuna romena localizada no distrito de Argeş, na região de Muntênia. A comuna possui uma área de 61.48 km² e sua população era de 4365 habitantes segundo o censo de 2007.